# Уда (приток Сороти)
Уда — река в России, протекает в Псковской области. Устье реки находится в 65 км по правому берегу реки Сороти.
Длина реки − 63 км, площадь водосборного бассейна — 871 км².
- В 8 км от устья, по правому берегу реки впадает река Цвенка.
- В 19 км от устья, по левому берегу реки впадает река Ревка.
- В 22 км от устья, по правому берегу реки впадает река Деревка.

## Данные водного реестра
По данным государственного водного реестра России относится к Балтийскому бассейновому округу, водохозяйственный участок реки — Великая. Относится к речному бассейну реки Нарва (российская часть бассейна).
Код объекта в государственном водном реестре — 01030000112102000028069.